# Gymnosporia crenata
Gymnosporia crenata là một loài thực vật có hoa trong họ Dây gối. Loài này được (G.Forst.) Seem. mô tả khoa học đầu tiên năm 1865.